# Waldecke
Waldecke ist ein Weiler der Ortsgemeinde Neuheilenbach im Eifelkreis Bitburg-Prüm in Rheinland-Pfalz.

## Geographische Lage
Waldecke liegt rund 400 m östlich des Hauptortes Neuheilenbach auf einer Hochebene. Der Weiler ist von einigen landwirtschaftlichen Nutzflächen sowie von ausgedehntem Waldbestand (Kyllwald) im Süden und Norden umgeben. Westlich von Waldecke fließt der Heilbach.

## Geschichte
Es ist von einer frühen Besiedelung des Gebietes um Waldecke auszugehen, was durch den Fund einer römischen Siedlungsstelle wenig südlich des Weilers belegt werden konnte. Im Jahre 1982 fand man hier Ziegeln sowie Keramik des 2. und 3. Jahrhunderts n. Chr. In unmittelbarer Nähe befinden sich zudem ein Brandgräberfeld sowie ein römischer Umgangstempel in Form eines Quellheiligtums. Beide Fundstellen liegen heute auf der Gemarkung der Nachbargemeinde Neidenbach.

## Kultur und Sehenswürdigkeiten

### Gedenkstein
Am südlichen Ende von Waldecke befindet sich ein Gedenkstein für Edgar Heltemes, der an dieser Stelle im Jahre 1986 tödlich verunglückte. Es handelt sich um einen recht stattlichen Gedenkstein mit einer vorgebauten Treppe.

### Naherholung
Durch Waldecke verläuft ein rund 6,4 km langer Wanderweg. Es handelt sich um eine Rundtour mit Startpunkt im Wohnplatz Altenhof (Densborn, LK Vulkaneifel). Die Wanderung führt von hier aus durch den Kyllwald nach Waldecke und bis zum ehemaligen US-Militärgelände in Neidenbach sowie zurück.

## Wirtschaft und Infrastruktur

### Unternehmen
Im Weiler sind eine Vermittlung von Ferienunterkünften sowie ein Unternehmen für Holztechnik ansässig.

### Verkehr
Es existiert eine regelmäßige Busverbindung ab Neuheilenbach.
Waldecke ist durch die Kreisstraße 126 von Neuheilenbach in Richtung Usch erschlossen.